# أبو الفضل الهروي
أبو الفضل أحمد بن أبي سعد الهروي، عالم فلكي ورياضياتي مسلم.

## عنه
ينسب أبو الفضل الهروي إلى هراة، وهي منطقة واقعة في أفغانستان اليوم وكانت قديمًا ضمن خراسان الكبرى، وبرع اسمه في مجال علم الرياضيات والفلك. ذكره أبو الريحان البيروني عدة مرات في كتبه، ووصفه بأنه من أفضل العلماء الفلكيين، واعتبره أيضًا من ثقاة العلماء في مجال علم الرياضيات. وتحدث عنه كذلك العالم منصور بن عراق في كتاب «التصحيح لكتاب مالانوس» حيث قال فيه: «قرأت مقالًا كتبه أبو الفضل الهروي في تصحيح وترجمة كتاب مانالاوس رأيت قال في المقدمة إن مجموعة من المهندسين والعلماء أرادوا ترجمة هذا الكتاب ولأنهم لم يتمكنوا من ذلك طلبوا من أبو عبد الله محمد بن عيسى المهاني المساعدة فترجم المهاني الجزء الأول وبعض من الجزء الثاني وعانى صعوبة في الترجمة والكتابة». وكانت الأفكار والعلوم الرياضية والفلكية موضع اهتمام العلماء من معاصريه.
وفقًا للعالم أبو الريحان البيروني، قد لاحظ الهروي في مدينة ري بين سنة 348 و349 هـ وبـ جرجان أيضًا في سنة 371. وتوفي بين سنتي 380 و390 هجرية.

## آثاره
كتب الهروي كتابا بعنوان «تصحيح مانالاوس». تُرجم فيه كتاب عالم الرياضيات والفلك اليوناني منيلاوس الإسكندري إلى اللغة العربية في القرن الثالث الهجري. وساعده بعض العلماء في الترجمة، كما نقح المهاني لاحقًا تلك الترجمة إلى الفصل العاشر من الجزء الثاني، والسبب أن هذا الكتاب كان لا يزال غير مكتمل في زمن الهروي. ولا تزال هناك مخطوطة محفوظة لهذا الكتاب، يقتبس منها المؤلف الألماني ماكس كراوس مقتطفات منه في كتاب قام بترجمة وإختيار عنوان مقدمة كتاب Manalaus by Heravi بالألمانية ثم قال: «قرأت فيما ترجمه المهاني من ذلك الكتاب، وعندما رأيت أن هناك فجوات فيه، صححت ما هو ضروري من حيث الكلمة والمعنى».
كما ألف الهروي كتابًا في علم الفلك بعنوان «المدخل الصهيبي»، اقتبس منه البيروني من الفصل العاشر في الجزء الأول بكتاب أسماه «تحديد نهايات الأماكن».